# Gummo Marx

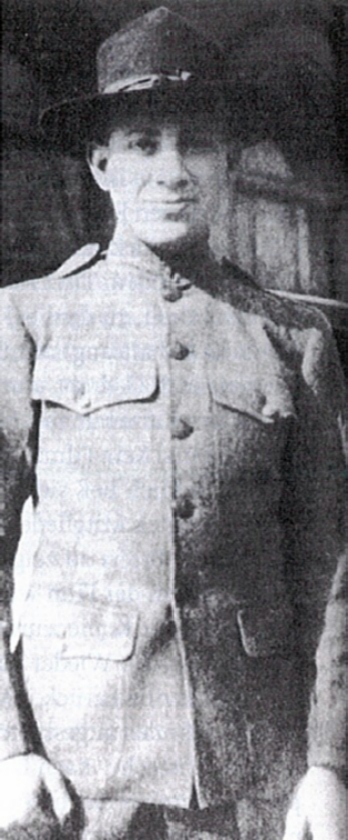
Gummo im Jahre 1916, als er zur Armee wechselte

Milton  Marx (* 23. Oktober 1892 in New York City; † 21. April 1977 ebenda), bekannt als  Gummo Marx, war ein US-amerikanischer Schauspieler und Inhaber einer Künstleragentur. Er war zeitweise Mitglied der später sehr erfolgreichen Komikergruppe Marx Brothers.

## Leben
Gummo Marx war der fünfte Sohn von Minnie und Sam Marx und wuchs in der Upper East Side von New York auf. Ihr erfolgreicher Bruder Al Shean inspirierte Minnie schon früh, in eine Schauspielerkarriere ihrer Söhne zu investieren. Bereits 1901 sollte Gummo, der für sein Alter sehr klein gewachsen war, für ihren Bruder Henry (oder Harry) in dessen Bauchrednernummer (versteckt in einer großen Puppe) die „Stimme aus dem Bauch“ sein. Die Nummer scheiterte jedoch schon nach zwei Wochen an der Schwerhörigkeit Henrys und an einem Sprachfehler Gummos, der zu dieser Zeit leicht stotterte.
Seinen Vornamen Milton fanden die älteren Brüder so albern, dass sie ihn wegen seiner Vorliebe für Schuhe mit dicken Gummisohlen Gummo tauften. Da er seine Schauspielerkarriere beendete, ehe die Marx Brothers vom Theater zur Kinoleinwand wechselten, blieb er bis heute der unbekannteste der fünf

Brüder. „Ihren Erfolg haben sie ausschließlich mir zu verdanken. Ich habe die Gruppe verlassen.“
1907 gelang es Minnie Marx, ein Engagement der Three Nightingales in New York zu bekommen. Diese Gruppe bestand zu Beginn aus Groucho, Gummo und der sechzehnjährigen Mabel O’Donnel. Als Harpo dazu kam, nannte man sich The Four Nightingales. Gummo äußerte sich zu dieser Zeit: „Wir konnten nicht singen, wir konnten nicht tanzen. Wir wurden Komiker, weil wir gar keine andere Wahl hatten.“ Gummo spielte in dieser Zeit des Vaudeville die Rolle, welche später in den Filmen von Zeppo übernommen wurde. Als die Marx Brothers (Chico hatte sich 1912 der Gruppe angeschlossen) es 1915 endlich an den Broadway geschafft hatten, beschloss Gummo aus der Gruppe auszusteigen, denn „ich merkte, dass ich ein mieser Schauspieler war“.
Gummo meldete sich 1916 zur Armee. Seine Mutter verabschiedete ihn mit den Worten: „Wir brauchen dich sowieso nicht.“
Er kehrte 1920 noch einmal in das Schauspielfach zurück. Im ersten Stummfilm der Marx Brothers trat er zusammen mit den drei älteren Brüdern und dem jüngsten Bruder Zeppo auf. Der Film Humorisk wurde allerdings nie regulär aufgeführt.
Am 16. März 1929 heiratete Gummo die damals 22-jährige Helen von Tilzer. Am 15. März 1930 kam ihr Sohn Robert zur Welt.
Nachdem Gummo im Zuge der Weltwirtschaftskrise mit einem Bekleidungsunternehmen bankrottgegangen war, gründete er eine Künstleragentur, die nach einigen Anlaufschwierigkeiten florierte und der sich später auch Zeppo anschloss. Von wenigen Ausnahmen abgesehen, vertrat die Agentur selten die Marx Brothers, denn sie seien zu anspruchsvoll und zu wenig kooperativ gewesen, sagte Zeppo.
Am 20. Januar 1976 starb Helen von Tilzer im Alter von 68 Jahren. Gummo starb am 21. April 1977 im Alter von 84 Jahren. Da es Groucho zu diesem Zeitpunkt sehr schlecht ging, wurde ihm die Nachricht von Gummos Tod nicht überbracht, und zu seiner Beerdigung kam deshalb nur Zeppo.